# Боровка (Верхнедвинский район)
Боро́вка (бел. Баро́ўка) — деревня в Верхнедвинском районе Витебской области Беларуси. Находится в трёх километрах на север от Верхнедвинска. Боровка входит в состав Бельковщинского сельсовета. Деревня является частью большой агломерации вместе с деревней Чистополье и поселком СХТ.

## История
До 20 мая 1960 года деревня входила в состав Каркалецкого сельсовета, до 8 апреля 2004 года — в состав Жовнинского сельсовета.

## Население
Численность населения составляет 1164 человека (2019).

## Достопримечательности
- Церковь Святой Евфросинии Полоцкой (1907)
- Железнодорожная станции «Верхнедвинск» (1860-е гг.)

## Галерея

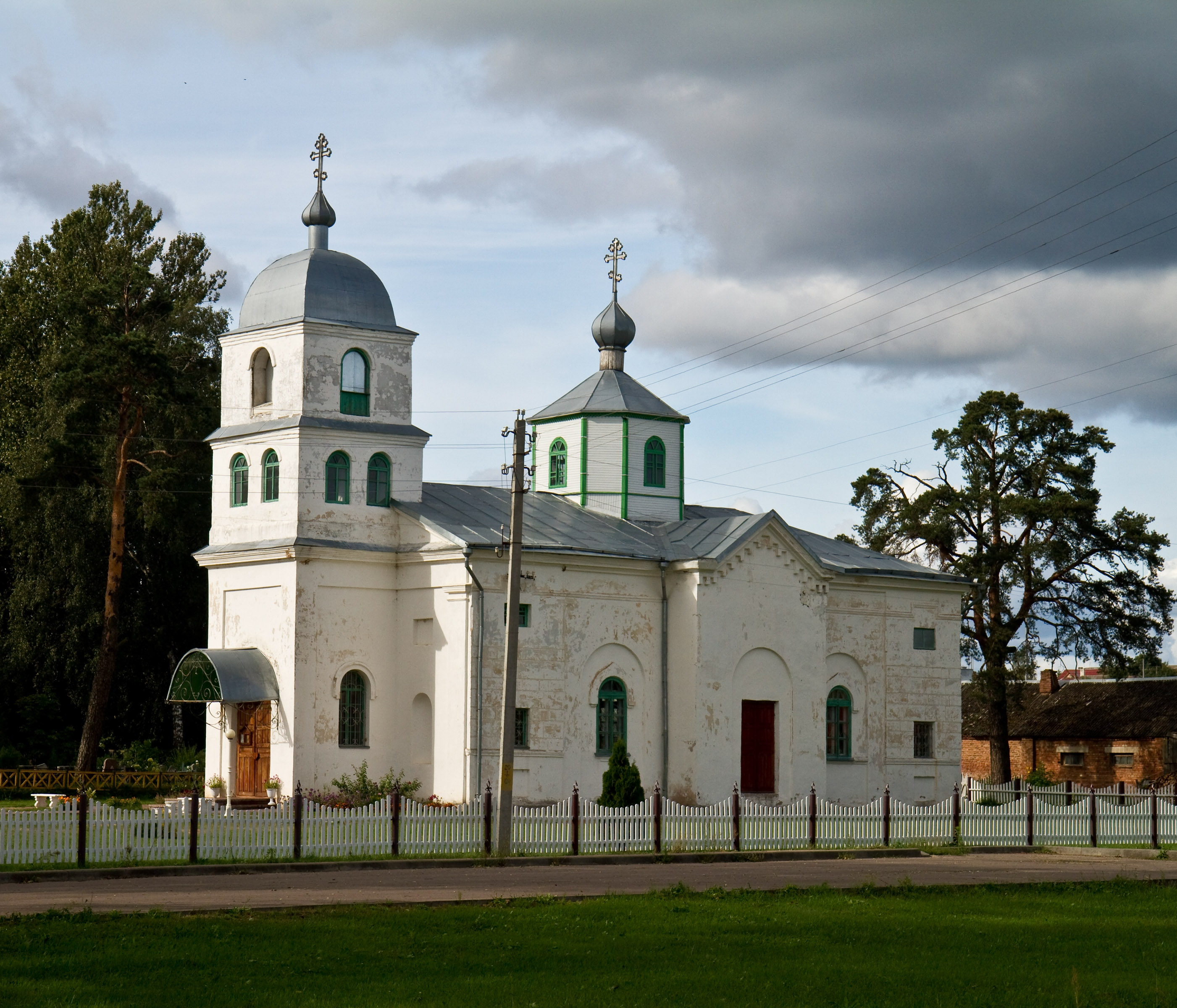
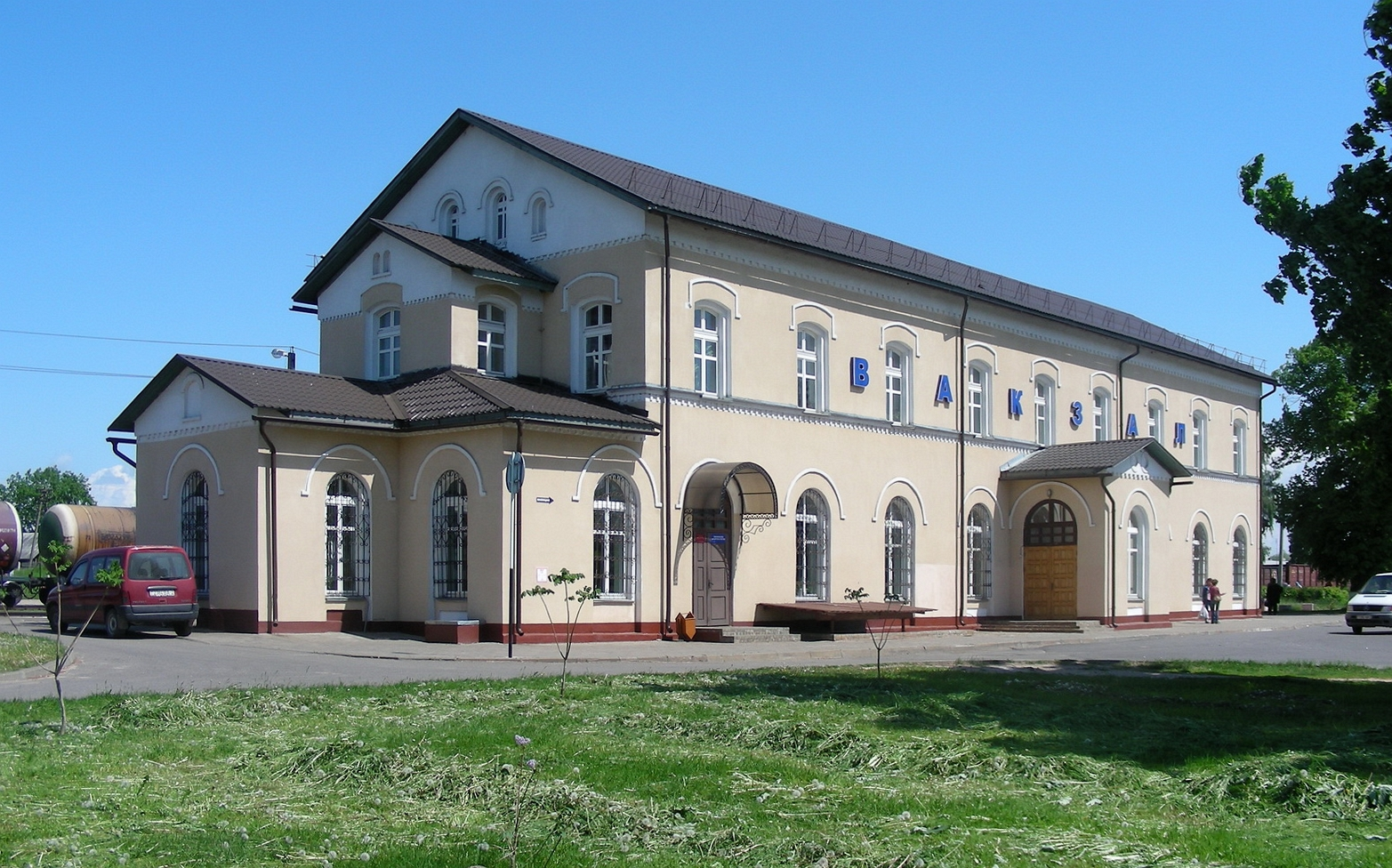